# Cheddleton
Cheddleton är en ort och civil parish i Storbritannien.   Den ligger i grevskapet Staffordshire och riksdelen England, i den södra delen av landet, 220 km nordväst om huvudstaden London. Cheddleton ligger 162 meter över havet och antalet invånare är 2 780.
Terrängen runt Cheddleton är huvudsakligen platt, men åt nordost är den kuperad. Cheddleton ligger nere i en dal. Runt Cheddleton är det ganska tätbefolkat, med 166 invånare per kvadratkilometer. Närmaste större samhälle är Stoke-on-Trent, 12,0 km sydväst om Cheddleton. Trakten runt Cheddleton består i huvudsak av gräsmarker.